# Warpe
Warpe è un comune di 799 abitanti della Bassa Sassonia, in Germania.
Appartiene al circondario (Landkreis) di Nienburg (Weser) (targa NI) ed è parte della comunità amministrativa (Samtgemeinde) di Grafschaft Hoya.

## Geografia antropica

### Suddivisioni amministrative
Oltre al capoluogo (Warpe), il territorio comunale comprende le frazioni (Ortsteil) di Helzendorf, Nordholz e Windhorst.